# Frederick Denison Maurice

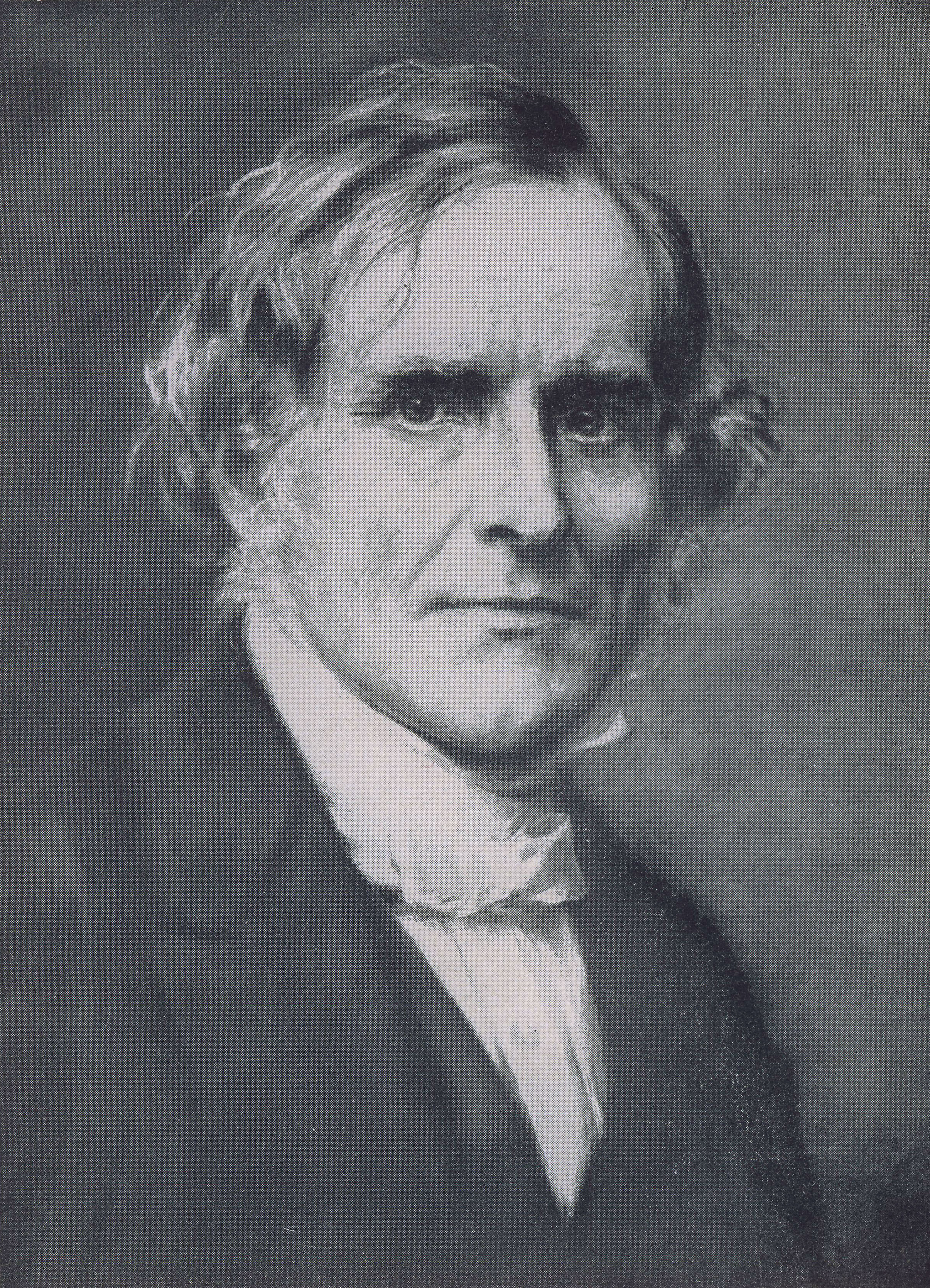
F.D. Maurice (1805-1872), foto uit 1865

John Frederick Denison Maurice (Normanston, Suffolk, 29 augustus 1805p. 7p. 2 – Londen, 1 april 1872p. 3p. 96)was een Engels (anglicaans) theoloog, schrijver en grondlegger van het Britse christensocialisme. Hij stond bekend als F.D. Maurice.

## Biografie
Hij werd geboren op 29 augustus 1805 als zoon van Michael Maurice, een unitarische predikant.p. 7 Zijn voorouders behoorden al generaties tot de presbyteriaanse kerk; vader Michael Maurice, die zijn opleiding genoot aan de Hoxton Academy, was de eerste van de familie die over was gegaan tot het unitarisme.p. 2 Op politiek vlak behoorde hij tot de liberalen.p. 2 De moeder van F.D. Maurice was Priscilla Hurry, een koopmansdochter.p. 10

### Opleiding

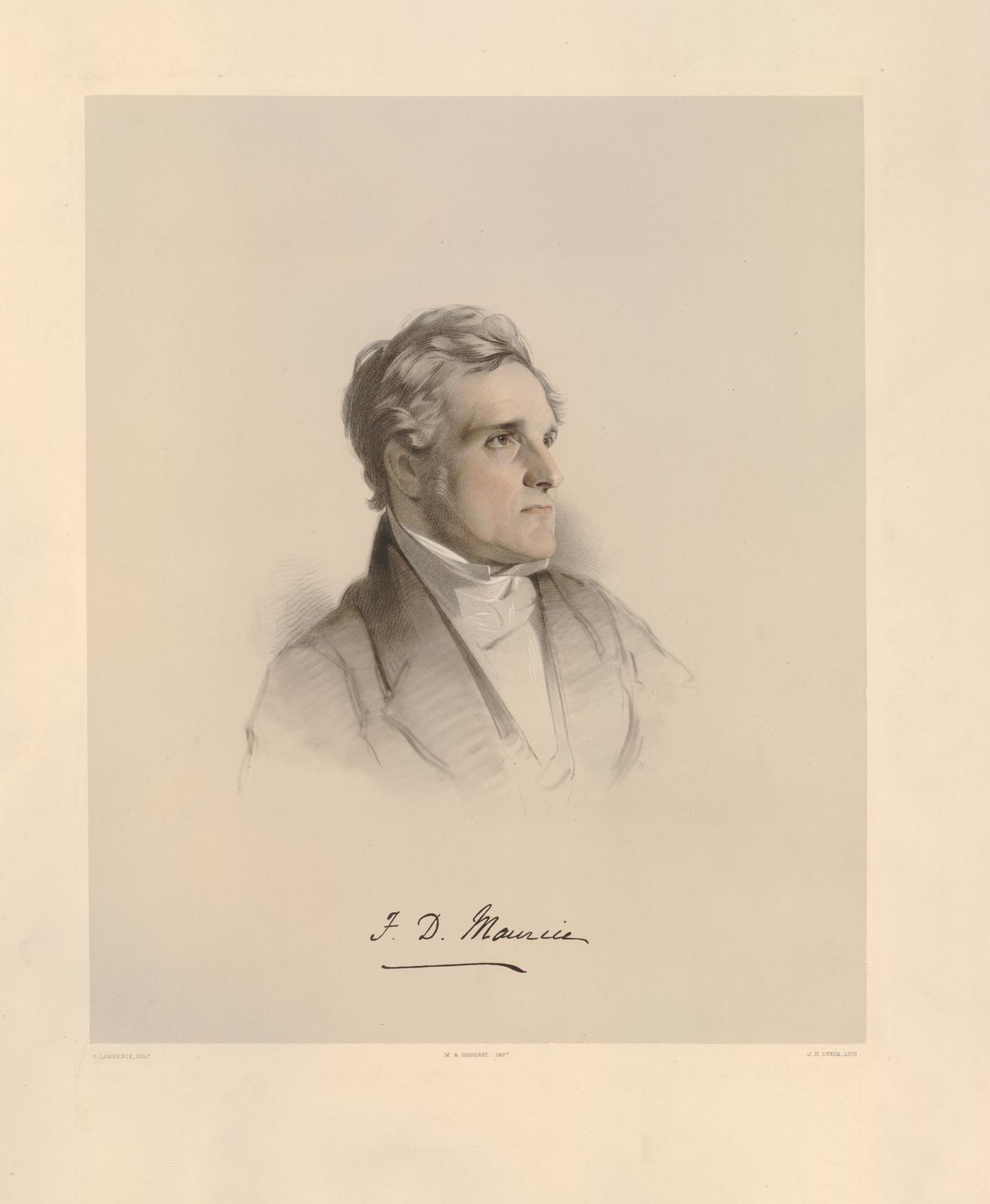
F.D. Maurice

Maurice ontving zijn lager- en middelbaar onderwijs in de thuissituatie. Hij was buitengewoon leergierig en wordt omschreven als een brave jongen.p. 11 In 1823 werd hij toegelaten tot Trinity College (Cambridge)p. 7 om te beginnen aan een studie in de rechten. Voor de studie was het niet noodzakelijk om lid te zijn van de Kerk van Engeland, maar daar stond tegenover dat iemand buiten de kerk staande, niet kon promoveren en dus geen academische graad kon verwerven. Hij werd lid van de debatclub (waar leden van verschillende politieke richting bij waren aangesloten) en sloot zich aan bij de Cambridge Apostles, een dispuut.p. 19 In 1825 zette hij zijn studie voort aan Trinity Hall. Omdat hij niet kon promoveren, werkte hij na zijn studie (1827) als redacteur voor een krantje waarvan slechts drie nummers verschenen en de naam The Metropolitan Quarterly Magazine droeg.p. 21 Daarna verrichtte hij journalistiek werk voor de liberale The Westminster Review en  het literaire tijdschrift The Athenaeum. Hij maakte gedurende deze periode kennis met John Stuart Mill. In deze periode naderde Maurice het liberalisme, maar hij was er de man niet naar een ideologie te omarmen. Hij bekritiseerde echter het individualisme dat voor hem gelijkstond aan egoïsme. Hij onderging echter ook de invloed van enkele Tory-denkers en het utopische socialisme van Robert Owen. Bij de klassieke tories en de utopische socialisten vond hij een (her)waardering voor het gemeenschapsleven terug. Daarnaast leerde hij ook Thomas Erskine of Linlathen, een Schotse theoloog, kennen. Erskine vertegenwoordigde een stroming binnen het protestantisme dat liberaal gedachtegoed probeerde te verbinden met een geheel eigensoortig theocratisch denken.p. 7 Dit theocratisch denken maakte Maurice zich volledig eigen en was gestoeld op het besef dat God regeerde en het niet noodzakelijk was om de bestaande orde te vervangen als voorwaarde voor verbetering. Vanuit het bestaande (dat daarom overigens niet per definitie juist is) kan men aanvangen met het doen van het goede.
Tijdens een verblijf in Southampton, waar zijn ouders woonden, besloot hij over te gaan tot de Kerk van Engeland en te studeren voor (anglicaans) priester. Reden voor zijn breuk met het unitarisme waren het in zijn ogen het te veel op de voorgrond treden van het rationalisme en het ontbreken van een credo. Ook het individualisme en het subjectivisme gingen hem tegenstaan.p. 11 Van Egmond noemt de voornaamste breuk met het unitarisme "omdat hij de ook daarin gangbare gedachten over God als vader en God als liefde alleen in de Triniteit afdoende gefundeerd achtte." Zijn overgang tot het anglicanisme vond plaats in 1831. Hij was een jaar eerder aan zijn studie voor het priesterschap te Exeter College (Oxford) begonnen en werd in 1834 tot priester gewijd.p. 7 Als theoloog onderging hij de invloed van Plato en de kerkvaders. Tussen 1834 en 1836 werkte hij als assistent-parochievicaris te Bubbenhall, Warwick. In het eerste jaar van zijn werkzaamheden als priester publiceerde hij een roman, Eustace Conway, genaamd. 

### Hoogleraar
In 1836 werd hij benoemd tot docent moraalfilosofie aan Guy's Hospital, Londen. In 1837 trouwde hij met Anna Eleanor Barton, dochter van een generaal. In 1837 verscheen een van zijn belangrijkste werken, de eerste editie van The Kingdom of God. Maurice was - onder invloed van het theocratisch denken - ervan overtuigd dat het Koninkrijk van God reeds op beperkte mate zichtbaar is op aarde. Bijvoorbeeld in de sacramenten van doop en eucharistie. Andere tekenen van het Godsrijk waren de preek, de aanwezigheid van de Heilige Schrift, het juiste leergezag, de liturgie en het episcopale stelsel; kortom in het kerkelijke leven van de anglicaanse kerk. 
In 1840 werd Maurice benoemd tot hoogleraar Engelse taal- en letterkunde aan King's College London. In 1845 overleed zijn eerste vrouw. 

### Queen's College en de Working Men's College
Maurice is gedurende zijn hele leven een groot pleitbezorger geweest voor toegankelijk onderwijs voor alle mensen. Dit idee werd gevoed door het liberale element dat altijd aanwezig is gebleven binnen Maurice' denken. In 1848 was hij oprichter van Queen's College (Londen), een onderwijsinstelling voor meisjes tot 18 jaar. Was Queen's College vooral bedoeld voor meisjes uit de (hogere) middenklasse, het door Maurice en de zijnen in 1854 opgerichte Working Men's College. Deze onderwijsinstelling - die nog altijd bestaat - is bedoeld voor volwassen mannen uit de arbeidersklasse en de klasse van kleine handwerklieden om hen te onderrichten in de vrije kunsten en zo hun horizon te verbreden. Maurice was het eerste hoofd (principal) van de Working Men's College. Bekende docenten waren in die beginjaren o.a. J.S. Mill en Charles Kingsley. Maurice hertrouwde in 1849 met Georgina Hare-Naylor.

### Ontslag als hoogleraar aan King's College

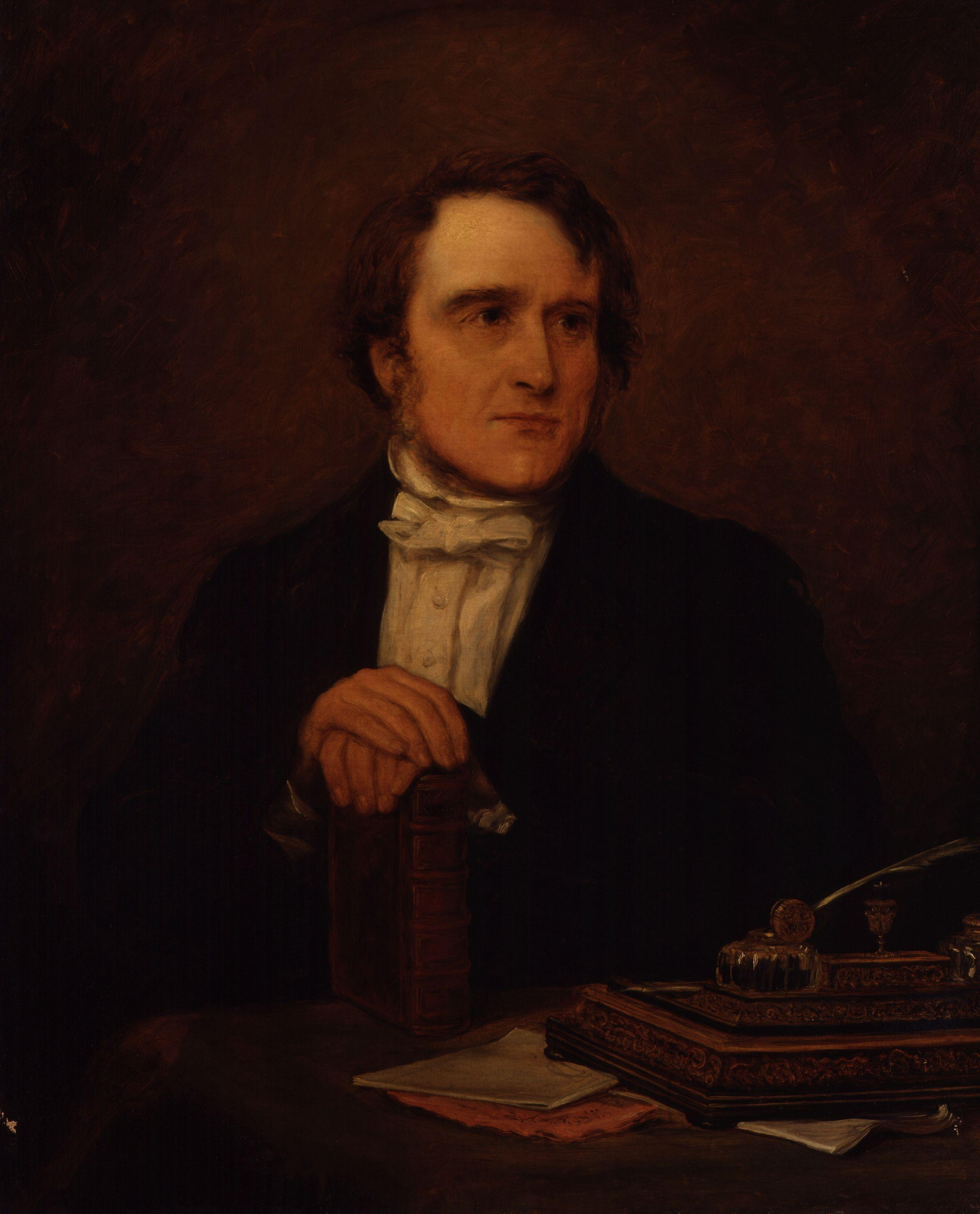
Maurice in 1854

In 1853 werd Maurice als hoogleraar aan King's College ontslagen vanwege zijn theologische werk Theological Essays dat hij weigerde aan te passen. Zijn uitleg van het begrip eeuwigheid stuitte op verzet van kerkelijke zijde. Volgens Maurice wordt met eeuwigheid (eternal) bedoeld het ontbreken van tijdsbesef en mag daarom niet in verband worden gebracht oneindigheid (everlasting). Maurice beriep zich voor zijn uitleg van het begrip eeuwigheid op de Bijbel, de geloofsbelijdenissen van de oude kerk, Plato en de kerkvaders.p. 68 Zijn tegenstanders verweten Maurice met zijn interpretatie te kort te doen aan de "eeuwige straf", die volgens hun interpretatie van Maurice nu niet meer kon worden uitgelegd als eindeloos. Het "eeuwig leven", door Maurice gekenschetst als het "kennen van God", en alleen op grond daarvan eindeloos te noemen, werd door zijn tegenstanders echter misverstaan als zou Maurice het eindeloze leven van de gelovige bij God ontkennen.p. 68 Kerkelijke vervolging bleef voor Maurice uit: zijn opvattingen bleven geheel binnen de belijdenis van de anglicaanse kerk, de zogenaamde 39 artikelen van het geloof.p. 69 Maurice ontving steun voor zijn opvattingen van verscheidene theologen, maar ook van classici die meenden dat zijn interpretatie van het Griekse woord voor "eeuwigheid" juist was. Dat Maurice het universalisme zou leren in zijn  Theological Essays is niet geheel juist. Wel leerde hij dat in theorie dat de straffen in het hiernamaals de zondaar tot bekering zou kunnen brengen. God straft volgens Maurice om een bepaald doel te bereiken. Hij schijnt er echter van uit te zijn gegaan dat de zondaar in de praktijk onverbeterlijk zou blijken te zijn en dus eindeloos een straf zou moeten ondergaan.

### Christensocialisme
Na zijn ontslag als hoogleraar bleef hij doceren aan de Working Men's College. Als gevolg van het revolutiejaar 1848 sprak Maurice zich uit voor de eisen van de revolutionairen. Hij was echter van mening dat zij hun heil niet moesten zoeken in allerlei seculiere ideologieën, maar zich moesten keren tot het christelijk geloof. Maurice was van mening dat het christendom de enige remedie was voor de sociale problemen van zijn tijd. Het was overigens niet vreemd dat veel mensen zich afkeerden van het christendom omdat de kerk zich nauwelijks inzette voor de minderbedeelde medemens. Om actieve christenen te onderscheiden van passieve christenen sprak Maurice van christensocialisme. Christensocialisten waren bereid de handen uit de mouwen te steken en elkaar tot hulp te zijn. Het individualisme zag Maurice als het grote gevaar, omdat dat subjectivisme in de hand zou werken. Bovendien spraken individualisten van competitie, terwijl Maurice daar niets van wilde weten. Tegenover competitie stelde hij co-operatie, samenwerking. Tussen 1848 en 1854 was Maurice de grote leider van de christensocialistische beweging in Engeland en zette hij zich voor de oprichting coöperaties en volwassenonderwijs. Van de staat verwachtte Maurice niets voor de verbetering van de levenssituatie van de minderbedeelden (volgens Maurice waren de minderbedeelden allemaal slachtoffer van het industriële tijdperk en individualistische onverschilligheid); daarover had de staat ook niets te zeggen. Het was de kerk die het voortouw moest nemen. Het zouden kerkelijke scholen, aan de kerk gelinkte coöperaties en onderwijsinstituten moeten zijn die de mensen zouden moeten helpen. Veel aandacht moest ook uitgaan naar de geestelijke verheffing van de mensen, niet alleen maar naar stoffelijke (materiële) vooruitgang. Het verleden kon als voorbeeld dienen: in de tijd voor de industriële revolutie was er volgens Maurice sprake van menswaardige leefomstandigheden omdat mensen toen nog niet gedwongen werden om vanwege omstandigheden in fabrieken te gaan werken. Maurice kon op deze wijze de kritiek, als zouden zijn ideeën utopisch zijn, pareren door te wijzen dat zijn christelijk socialisme niets meer en minder was dan een herstel van de situatie van voor de negentiende eeuw. Een gedeeltelijk herstel: omdat de kerk en de samenleving hadden nagelaten hun plichten te betrachten t.a.v. de minderbedeelden en weigerden de opkomende middenklasse tegemoet te komen, was het tot een radicale breuk met het verleden gekomen. Maurice was geen politicus en ook geen partijman; alle mensen van goede wil, of zij nu conservatief, radicaal of liberaal waren, konden meehelpen om de samenleving te "reformeren".pp. 17, 255 De fout bij de heersende ideologieën lag ook bij de door hun aanhangers gehuldigde gedachte dat eigendom het uitgangspunt moest zijn voor de maatschappijordening. Niet een "ding" moest uitgangspunt zijn van het maatschappelijk denken, maar de "mensen."p. 245 Al zijn ideeën schreef Maurice of in Tracts on Christian Socialism. Later begon Maurice wat kritischer te staan tegenover het begrip "Christian Socialism" omdat het nu leek alsof er twee klassen christenen zouden bestaan, namelijk zij die zich inzetten voor hun medemens (de christensocialisten) en zij die daar van af zagen. Die laatste groep voerde nu als excuus voor afzijdigheid het argument aan dat men zich voor hulp kon wenden tot de christensocialisten.
Anders dan latere christensocialisten ging Maurice uit van een standenmaatschappij met aan het hoofd een koning.p. 247 De hoogste standen waren verplicht zich te bemoeien met de lagere standen (noblesse oblige). Opvallend is dat Maurice moeite had met de nieuwe, opkomende middenklasse. Hij was bang dat deze klasse, die zich vervreemdde van de kerk, hun verplichtingen aan de lagere klassen zou verzaken. Zijn opvattingen zijn altijd een mix geweest van liberale, radicale en conservatieve ideeën.

### Hoogleraar te Cambridge
In 1866 werd Maurice benoemd tot hoogleraar moraalfilosofie en moraaltheologie aan de Universiteit van Cambridge. In 1870 werd hij tevens predikant aan de St Edward King and Martyr (Cambridge). Tot zijn dood bleef hij ook lesgeven aan de Working Men's College. Hij overleed op 1 april 1872 te Londen.p. 3p. 96

## Theologische opvattingen
Maurice' theologische opvattingen sluiten aan bij die van de gematigde orthodoxie van zijn tijd. Hij stond in het kerkelijke midden, was afkerig van de nieuwe liturgische beweging binnen de anglicaanse kerk maar overeenkomsten tussen zijn opvattingen en die van de evangelische anglicanen was er ook niet. Hij was een sterk trinitarisch theoloog. Als metafysisch theoloog legt hij ook veel aandacht aan de dag voor de relatie tussen de Vader en de Zoon binnen het trinitarisch godswezen. Hoewel sterk platonisch denkend, keert hij zich wel tegen abstracte godsbegrippen. De Drie-eenheid is voor hem een relatie binnen het godswezen en omdat de mens naar het beeld van deze relationele God is geschapen, is het aan de enkele mens om relaties aan te gaan met God en zijn medemens. Een deel van zijn kritiek op het individualisme is gebaseerd op dit laatste argument: de mens is een sociaal wezen omdat God een sociaal wezen is. Hij keerde zich tegen partijschappen binnen de kerk en weigerde zich te identificeren met een bepaalde groepering binnen de Kerk van Engeland. Hij verdedigde niettemin het goed recht van de theologische liberalen binnen de anglicaanse kerk, maar onderscheidde zich van hen door zijn behoudende kijk op de Bijbel.
Maurice verwierp de gedachte dat Gods toorn door het offer van Christus gestild was. Hij stond afwijzend tegenover de leer van het plaatsvervanging, dat volgens hem terugging op het heidense offeridee. Volgens hem offert God zichzelf in Christus aan het kruis. Zijn idee van verzoening nadert het Christus-Victor-model.

## Persoonlijk
F.D. Maurice was twee getrouwd geweest. Zijn eerste huwelijk was met Anna Barton en werd in 1837 gesloten; Anna overleed in 1845. Bij haar kreeg hij twee zoons, w.o. Sir John Frederick Maurice (1841-1912), een generaal die in 1884 een biografie (The life of Frederick Denison Maurice, chiefly told in his own letters) schreef over zijn vader. De Britse econoom Joan Robinson, geb. Maurice (1903-1983), was een achterkleindochter van F.D. Maurice. In 1849 hertrouwde Maurice met Georgina Hare-Naylor, bij wie hij geen nageslacht achterliet.

## Invloed
Personen die de invloed ondergingen van F.D. Maurice:
- Frederic Farrar
- Percy Dearmer
- Charles Kingsley
- Stewart Headlam
- Helmut Richard Niebuhr
- Henry Scott Holland
- Octavia Hill
- Lewis Carroll
- Fenton John Anthony Hort
- Brooke Foss Westcott
- Joseph Barber Lightfoot
- Conrad Noel
- J.H. Gunning[23][24]
- A.S. Talma[25][13]

Algemeen wordt Maurice gezien als een voorloper van de arbeidersbeweging in het Verenigd Koninkrijk en van de coöperatieve beweging in het bijzonder.

## Werken (selectie)
- Eustace Conway, or the Brother and Sister (roman, 1834)
- The Kingdom of Christ (1838)
- Christmas Day and Other Sermons (1843)
- The Unity of the New Testament (1844)
- The Epistle to the Hebrews (1846)
- The Religions of the World (1847)
- Moral and Metaphysical Philosophy (1848)
- The Church a Family (1850)
- The Old Testament (1851)
- Theological Essays (1853)
- The Prophets and Kings of the Old Testament (1853)
- Lectures on Ecclesiastical History (1854)
- The Doctrine of Sacrifice (1854)
- The Patriarchs and Lawgivers of the Old Testament (1855)
- The Epistles of St John (1857)
- The Commandments as Instruments of National Reformation (1866)
- On the Gospel of St Luke (1868)
- The Conscience: Lectures on Casuistry (1868)
- The Lord's Prayer, a Manual (1870)